# Gebäudeadresse

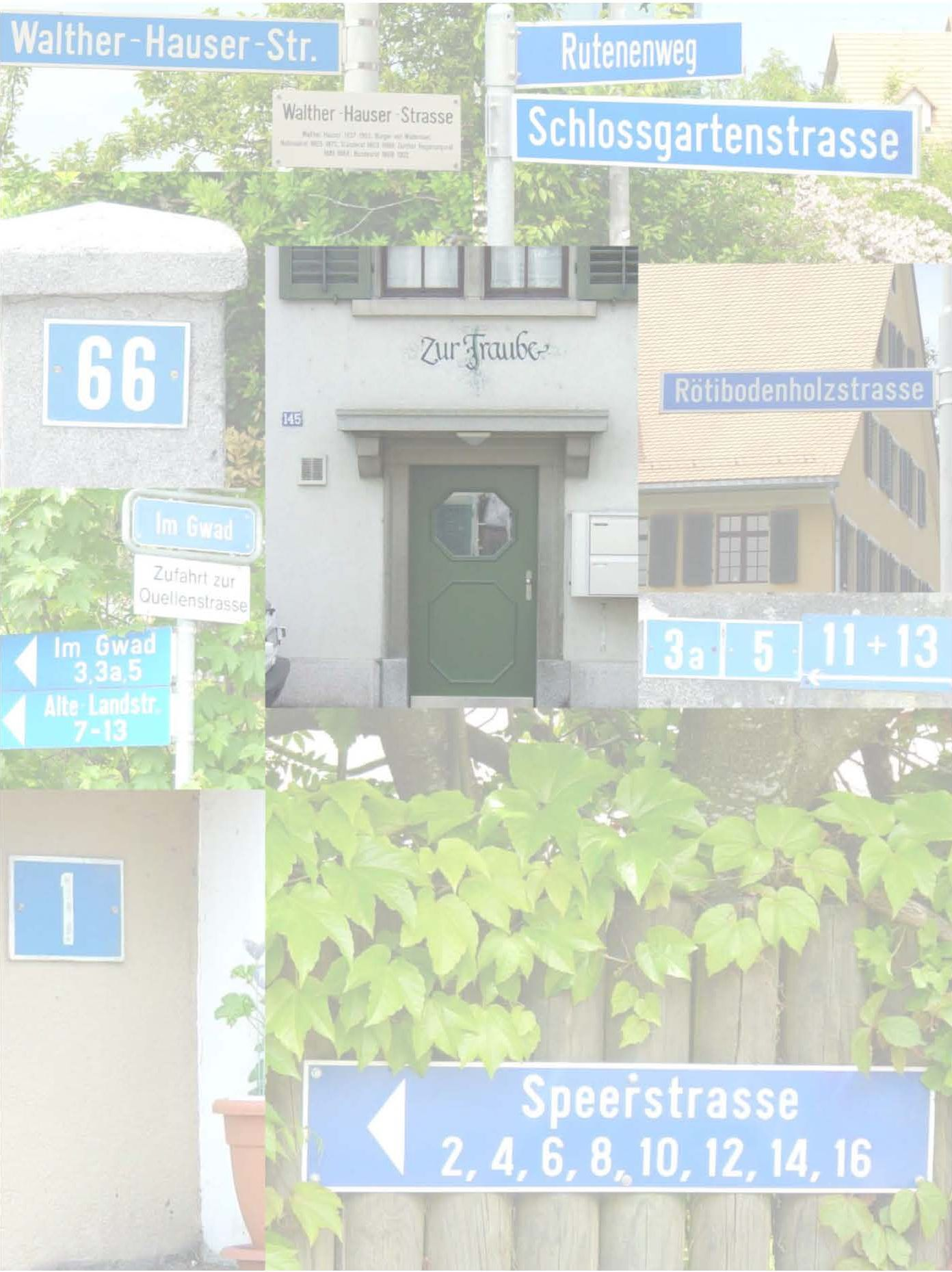
Gebäudeadresse
Fotomosaik aus Straßennamen und Hausnummern aus Wädenswil (Kanton Zürich, Schweiz)

Eine Gebäudeadresse ist die Adresse, welche die Lage eines bestimmten Gebäudes landes- und mit Angabe des Landes weltweit in der Regel eindeutig identifiziert.

## Zweck und Bedeutung
Die Gebäudeadresse dient der Postzustellung, den Rettungsdiensten, der Feuerwehr, der Polizei oder ortsunkundigen Personen, ein gesuchtes Gebäude rasch zu finden. Im Speziellen bezieht sich die Gebäudeadresse auf einen Gebäudeeingang als Stelle des Gebäudes, an der man das Gebäude mit der Vorstellung einer bestimmten Adresse betritt. In der Regel wird nur dem Haupteingang eines Gebäudes eine Gebäudeadresse zugeteilt. Sind Wohnungen eines Gebäudes durch separate Eingänge zugänglich, werden diesen Eingängen meist separate Gebäudeadressen zugeteilt.
Die Gebäudeadressierung spielt heute in der öffentlichen Verwaltung wie auch im privaten Bereich der Bürger eine zentrale Rolle. Fahrzeugnavigationssysteme haben dabei an Bedeutung stark gewonnen. Gebäudeadressen werden aber auch für elektronische Telefonverzeichnisse sowie in Gebäude- und Wohnungsregistern, Basis- und Ortsplänen und Geoinformationssystemen (GIS) verwendet.

## Ausprägung und Beispiele
Eine Gebäudeadresse enthält im Unterschied zu einer Postanschrift keine Angaben über Personen oder Firmen und besteht in Deutschland, Österreich und der Schweiz grundsätzlich aus der Kombination folgender Elemente:
Straßenbezeichnung Hausnummer
Postleitzahl Ortschaft
Land (optional)
Beispiele von Gebäudeadressen bei Google Maps:
- Bahnhofstraße 1, 12305 Berlin, Deutschland
- Bahnhofstraße 1, 1140 Wien, Österreich
- Bahnhofplatz 1, 3011 Bern, Schweiz

## Abgrenzung zur Wohnadresse
Eine Gebäudeadresse ist eng verwandt mit dem Begriff Wohnadresse. Grundsätzlich kann eine Gebäudeadresse allen Gebäuden zugewiesen werden, auch solchen, die nicht zum Wohnen dienen (wie z. B. Industriegebäude, öffentliche Gebäude, Waldhütten, Schiessanlagen usw.). Bei Angaben zu Personen wird von Wohnadresse oder Adresse und nicht von Gebäudeadresse gesprochen. Die Wohnadresse kann sich wie eine Gebäudeadresse auch auf einen Gebäudeteil beziehen und ist grundsätzlich wie die Gebäudeadresse personenunabhängig. Im Gegensatz zur Gebäudeadresse kann sich die Wohnadresse jedoch auch auf ein Untermietverhältnis („bei“ oder „c/o“) beziehen.
Der Begriff Gebäudeadresse hat sich kurz vor dem Jahr 2000 aus dem Begriff Wohnadresse entwickelt. Wohn- und Gebäudeadressen sind in der Regel identisch, wobei die Gebäudeadresse allgemeiner als die Wohnadresse angewendet wird.

## Georeferenzierung
Eine georeferenzierte Gebäudeadresse enthält zusätzlich zur Gebäudeadresse entsprechende Koordinaten, in Deutschland Hauskoordinate genannt.

## Gebäudeadressierung
Gebäudeadressen gibt es nur innerhalb einer größeren Einheit wie z. B. einer Gemeinde als Gesamtsystem mit einer entsprechenden Planung und Unterhalt sowie mit einer entsprechenden Beschilderung. Für die Straßenbenennung und die Vergabe von Hausnummern sind in der Schweiz die politischen Gemeinden zuständig. Da es sich hierbei um eine typische Vollzugsaufgabe handelt, wird diese in der Gemeindeordnung oder in der Polizeiverordnung in der Regel dem Gemeinde- bzw. dem Stadtrat übertragen. In größeren Gemeinden sind beratende Kommissionen eingesetzt, welche diese Geschäfte für die Exekutivbehörden vorbereiten.
Immer mehr wird nicht nur Gebäuden, in denen Menschen wohnen oder arbeiten, eine eigene Gebäudeadresse zugeteilt, sondern auch Nebengebäuden und speziellen Gebäuden wie z. B. Schießplätzen, Waldhütten, Gebäuden in Freizeitanlagen usw., da bei diesen die rasche Auffindbarkeit in Notfällen von großer Bedeutung ist.
Im Jahr 2005 hat in der Schweiz das Bundesamt für Landestopografie eine Empfehlung zur Gebäudeadressierung herausgegeben: «Gebäudeadressierung und Schreibweise von Strassennamen». Diese wurde im Jahr 2018 zusammen mit dem Bundesamt für Statistik überarbeitet.
Für die Haus- resp. Gebäudenummerierung existieren weltweit verschiedene Nummerierungssysteme.
Zu den geeigneten und verbreiteten Nummerierungs-Prinzipien gehören das Zickzack-Prinzip (für Straßen) und das Kreis-Prinzip (für Plätze), während das Hufeisen-Prinzip unzweckmäßig und heute wenig verbreitet ist.
Die Straßenbezeichnung kann als Teil der Gebäudeadresse die Benennung folgender Objekte umfassen:
- Straße
- Platz
- Gebiet (vereinzelt im ländlichen, dünn besiedelten Raum angewendet, in der Schweiz als benanntes Gebiet bezeichnet)

## Gebäudeadresse in der Postanschrift
Beispiel einer Postanschrift in Deutschland, Österreich oder in der Schweiz (Details vgl. Postanschrift)
Anrede (optional)
Name Person / Firma
Straßenbezeichnung Hausnummer 
Postleitzahl Ortschaft
Land (optional) 
Postempfänger
Gebäudeadresse
Angaben zur Wohnung: der Hausnummer können in Österreich und der Schweiz nach einem Schrägstrich, in Deutschland nach zwei Schrägstrichen Bezeichnung Wohnblock sowie Nummern bezüglich Treppenhaus (Stiege), Stockwerk und Wohnung/Tür angefügt werden (kein einheitlicher Standard für Deutschland, Österreich und der Schweiz vorhanden).

## Gebäudename in der Postanschrift
Gebäude, insbesondere auch Häuser, tragen zum Teil einen Gebäude- respektive Hausnamen oder sind mit einem Lokalnamen (Orts- und Flurnamen) eng verknüpft. Bei der Einführung einer Gebäudeadressierung können solche Bezeichnungen nicht immer als Bestandteil der Gebäudeadresse berücksichtigt werden. Es ist jedoch möglich, in der Postanschrift zwischen dem Postempfänger und der Gebäudeadresse einen Gebäude-/Hausnamen oder eine Örtlichkeitsangabe (Lokalname) wie z. B. Ortsteil oder Flurname als Adresszusatz aufzuführen.
Anrede (optional)
Name Person / Firma
Gebäude- oder Lokalname (optional)
Straßenbezeichnung Hausnummer 
Postleitzahl Ortschaft
Land (optional) 
Postempfänger
Adresszusatz
Gebäudeadresse
Hausnamen als wichtiges Kulturgut können nachhaltig erhalten werden, wenn sie in öffentlich publizierten Verzeichnissen mit den entsprechenden Gebäudeadressen verknüpft werden, wie es z. B. in der Stadt Wädenswil erfolgreich realisiert wurde.

## Unterschied Haus- und Gebäudenummer
Bei einer straßenweisen Hausnummerierung (Gebäudeadressierung) wurden bisher primär Hausnummern Wohn- und Geschäftshäusern zugeteilt. Daher spricht man bei der Gebäudeadresse von Hausnummer und nicht von Gebäudenummer. Der Begriff Hausnummer sollte unbedingt mit dieser Bedeutung beibehalten werden, da der Begriff Gebäudenummer eine ganz andere Bedeutung haben kann. Eine Gebäudenummer wird in der Schweiz als administrative Nummer eines Gebäudes verstanden, welche mit der Gebäudeadressierung nichts zu tun hat und zu einem ganz anderen Zweck vergeben wird (vgl. z. B. Amtliche Gebäudenummer resp. Eidgen. Gebäudenummer in der Schweiz).

## Bedeutung von Lokalnamen in Gebäudeadressen
Lokalnamen (Orts- und Flurnamen) sind meist wichtige Elemente in Gebäudeadressen und verleihen ihnen eine kulturhistorische Bedeutung.
- Straßenbezeichnungen setzten sich üblicherweise aus einem Bestimmungswort z. B. Stocken-, Steinacher-, Grünau- usw. und einem Grundwort wie -straße, -weg, -platz usw. zusammen (Komposition). Die Bestimmungswörter sind häufig aus Lokalnamen abgeleitet. In dünn besiedelten Gebieten werden als Straßenbezeichnung häufig Lokalnamen ohne Grundwörter verwendet (einfache Straßennamen wie z. B. Stocken, Steinacher, Grünau usw.).
- Ortschaften im postalischen Sinn entsprachen meist gleichlautenden Ortsnamen.

## Bedeutung von Lokalnamen beim Fehlen von Gebäudeadressen
In Gebieten ohne Gebäude, wo Gebäudeadressen zur Navigation fehlen, können z. B. bei Notfällen Lokalnamen (Orts- und Flurnamen) diese Funktion übernehmen. Da Lokalnamen in einem Land nicht immer eindeutig sind, muss ein Lokalname in solchen Fällen z. B. mit dem Namen der zugehörigen Gemeinde präzisiert werden.